# My (dokumentarfilm)
|  | Denne artikel er oprettet af botten Steenthbot ud fra en ekstern database. Den kan derfor have sproglige fejl eller mangler. Denne skabelon kan fjernes efter kontrol af indholdet. |

 For alternative betydninger, se My. (Se også artikler, som begynder med My)
My er en dansk dokumentarfilm fra 2015 instrueret af Troels Hansen.

## Handling
My arbejder som danser. Hun er flyttet ind i gammel kirke for at forberede sin første forestilling om tabet af uskyld. Forestillingen afkræver hende en række svar, og hun går i gang med at undersøge sig selv og relationen til sine nærmeste. I hvilken afstand er det behageligt at være i forhold til mennesker omkring én? Er det éns ekskæreste eller bedste ven, der må placeres tættest på? Filmen er en undersøgelse af og en vaklen gennem Mys verden, mens den sættes på listeform.

## Medvirkende
- My Nilsson
- Aleksi Koskelin
- Thue Ersted Rasmussen
- Sanna Blennow